# العلاقات البولندية الكينية
العلاقات البولندية الكينية هي العلاقات الثنائية التي تجمع بين بولندا وكينيا.

## مقارنة بين البلدين
هذه مقارنة عامة ومرجعية للدولتين:
| وجه المقارنة                                              | بولندا                                                                             | كينيا                         |
| --------------------------------------------------------- | ---------------------------------------------------------------------------------- | ----------------------------- |
| المساحة (كم2)                                             | 312.68 ألف                                                                         | 581.31 ألف                    |
| عدد السكان (نسمة)                                         | 38.43 مليون                                                                        | 48.47 مليون                   |
| الكثافة السكانية (ن./كم²)                                 | 122.91                                                                             | 83.38                         |
| العاصمة                                                   | وارسو                                                                              | نيروبي                        |
| اللغة الرسمية                                             | اللغة البولندية                                                                    | اللغة السواحلية، لغة إنجليزية |
| العملة                                                    | زلوتي بولندي                                                                       | شيلينغ كيني                   |
| الناتج المحلي الإجمالي (بليون دولار)                      | 524.51 مليار                                                                       | 74.94 مليار                   |
| الناتج المحلي الإجمالي (تعادل القوة الشرائية) بليون دولار | 1.02 تريليون                                                                       | 142.24 مليار                  |
| الناتج المحلي الإجمالي الاسمي للفرد دولار أمريكي          | 12.55 ألف                                                                          | 1.38 ألف                      |
| الناتج المحلي الإجمالي للفرد دولار أمريكي                 | 26.14 ألف                                                                          | 2.95 ألف                      |
| مؤشر التنمية البشرية                                      | 0.843                                                                              | 0.548                         |
| رمز المكالمات الدولي                                      | +48                                                                                | +254                          |
| رمز الإنترنت                                              | .pl                                                                                | .ke                           |
| المنطقة الزمنية                                           | توقيت وسط أوروبا، ت ع م+01:00، ت ع م+02:00، أوروبا/وارسو ‏، توقيت وسط أوروبا الصيفي | ت ع م+03:00                   |

## منظمات دولية مشتركة
يشترك البلدان في عضوية مجموعة من المنظمات الدولية، منها:
| علم المنظمة | اسم المنظمة                        | تاريخ انضمام بولندا | تاريخ انضمام كينيا |
| ----------- | ---------------------------------- | ------------------- | ------------------ |
|             | مؤسسة التنمية الدولية              | 28 أكتوبر 1960      | 3 فبراير 1964      |
|             | يونسكو                             | 6 نوفمبر 1946       | 7 أبريل 1964       |
|             | وكالة ضمان الاستثمار متعدد الأطراف | 29 يونيو 1990       | 28 نوفمبر 1988     |
|             | الأمم المتحدة                      | 24 أكتوبر 1945      | 16 ديسمبر 1963     |
|             | الفريق المعني برصد الأرض           | ?                   | ?                  |
|             | الاتحاد البريدي العالمي            | 1 مايو 1919         | ?                  |
|             | البنك الدولي للإنشاء والتعمير      | 27 يونيو 1986       | 3 فبراير 1964      |
|             | الاتحاد الدولي للاتصالات           | 1921                | 11 أبريل 1964      |
|             | منظمة حظر الأسلحة الكيميائية       | ?                   | ?                  |
|             | مؤسسة التمويل الدولية              | 29 ديسمبر 1987      | 3 فبراير 1964      |
|             | منظمة التجارة العالمية             | 1 يوليو 1995        | 1995               |
|             | منظمة الشرطة الجنائية الدولية      | ?                   | ?                  |

## وصلات خارجية
- موقع وزارة الخارجية البولندية
- موقع وزارة الخارجية الكينية